# Brockhampton
Brockhampton je američki rap sastav osnovan 2015. u mjestu San Marcos u Texasu, a trenutno djeluje u Kalifoniji. 
Godine 2016. objavljuju svoj prvi mixtape All-American Trash, a 9. lipnja 2017. objavljuju Saturation, svoj prvi studijski album, nakon čijeg su uspjeha iste godine objavili i Saturation II (25. kolovoza) i Saturation III (15. prosinca). Kasnije objavljuju Iridescence i Ginger.

## Povijest sastava

### 2010. – 2014.: Okupljanje i AliveSinceForever
Iako svi od njih nisu bili osnivači skupine, Kevin Abstract, Ameer Vann, Joba, Matt Champion i Merlyn Wood su se upoznali dok su pohađali srednju školu u mjestu The Woodlands, Texas. Abstract je 2010. napravio objavu na KanyeLive forumu u kojoj je tražio članove svojeg budućeg benda. Nakon što mu se javilo 30 korisnika osnovao je sastav AliveSinceForever koji je postao aktivan tek 2012. Godinu dana kasnije objavljuju svoj prvi EP album The Alive Since Forever EP. Članovi sastava bili su Abstract, Vann, Dom McLennon i Mic Kurc (kasnije poznat kao Rodney Tenor). Krajem 2014. AliveSinceForever postaje Brockhampton.

### 2014. – 2016.: Novo ime iAll-American Trash
Nakon objave Abstractovog samostalnog albuma MTV1987, AliveSinceForever postaju Brockhampton i primaju nekoliko novih članova. Na dan 24. ožujka 2016. objavljuju svoj prvi mixtape All-American Trash.

### 2017.:Saturationtrilogija
U svibnju 2017. objavljuju "Face", prvi singl s albuma Saturation. Do kraja mjeseca objavljuju i singlove "Heat", "Gold" i "Star".Saturation je objavljen 9. srpnja 2017.
Odmah nakon njegove objave, Abstract je potvrdio da rade na nastavku i najavio ga je za kolovoz. Dana 1. kolovoza objavili su singl "Gummy" i tjedan dana nakon toga "Swamp". Na dan 15. kolovoza su objavili singl "Junky" i na Twitteru najavili datum izlaska za Saturation II (25. kolovoza). Posljednji singl, "Sweet", objavljen je 22. kolovoza.
Sastav je 1. prosinca najavio Saturation III kao njihov posljednji studijski album, no kasnije su rekli da će nastaviti snimati novi materijal. Dana 12. prosinca objavljuju singl "Boogie", a 14. prosinca najavljuju svoj četvrti studijski album Team Effort i objavljuju singl "Stains". Saturation III je objavljen 15. prosinca uz pohvale kritičara.

### 2018. – 2019.: Vannov odlazak,IridescenceiGinger
U ožujku 2018. najavili su da je Team Effort trajno odgođen i da će se zato radije fokusirati na album Puppy koji su planiraju objaviti sredinom 2018. Tjedan dana kasnije potpisuju ugovor s RCA Records. Puppy je odgođen zbog optužbi protiv Ameera Vanna radi seksualnog zlostavljanja, zbog čega je izbačen iz grupe 27. svibnja 2018. Dana 20. lipnja nastupaju na The Tonight Show Starring Jimmy Fallon gdje su prvi puta izveli pjesmu "Tonya" i najavili svoj novi album The Best Years of Our Lives. U srpnju su najavili vlastiti program Things We Lost in the Fire Radio na radio postaji Beats 1 putem kojeg će objavljivati novu glazbu tokom cijelog ljeta. Prva epizoda u kojoj su predstavili singl "1999 WIldfire" je emitirana 6. srpnja 2018. Kasnije su na isti način objavili singlove "1998 Truman" i "1997 Diana" i nedovršenu pjesmu "Don't Be Famous". Na dan 26. kolovoza najavljuju da će se njihov sljedeći album zvati Iridescence i da će izaći 21. rujna.
Nekoliko tjedana nakon objave solo albuma Arizona Baby u travnju 2019., Abstract je otkrio na svojem Instagram story-ju kako Brockhampton radi na novom albumu. Dana 1. srpnja objavljuju isječak novog materijala na Twitter, što su ponovili i 18. srpnja kada su otkrili naslov albuma, Ginger. Postepeno objavljuju singlove "I Been Born Again" (31. srpnja), "If You Pray Right" (7. kolovoza), "Boy Bye" (14. kolovoza) i "No Halo" (21. kolovoza). Album Ginger objavljen je 23. kolovoza 2019. nakon čega najavljuju sjeverno-američku turneju Heaven Belongs to You Tour.

## Članovi[32][33]

### Trenutni članovi
- Kevin Abstract – vocals, produkcija, režija spotova (2015.–danas)
- Matt Champion – vokali (2015.–danas)
- Merlyn Wood – vokali (2015.–danas)
- Dom McLennon – vokali, produkcija (2015.–danas)
- Joba – vokali, produkcija, mixanje, mastering (2015.–danas)
- Bearface – vokali, gitara, produkcija (2015.–danas)
- Romil Hemnani – produkcija, snimanje, DJ (2015.–danas)
- Jabari Manwa – produkcija (2015.–danas)
- Kiko Merley – produkcija (2015.–danas)
- Henock "HK" Sileshi – grafički dizajn (2015.–danas)
- Robert "Roberto" Ontenient – web dizajn (2015.–danas), vokali za skitove na albumima Saturation trilogije (2017.)
- Jon Nunes – menadžment (2015.–danas)
- Ashlan Grey – fotografija, društvene mreže (2016.–danas)

### Bivši članovi
- Ameer Vann – vokali (2015. – 2018.)
- Rodney Tenor – vokali (2015. – 2016.)
- Albert Gordon – produkcija (2015. – 2016.)

## Diskografija
Studijski albumi:
- Saturation (2017.)
- Saturation II (2017.)
- Saturation III (2017.)
- Iridescence (2018.)
- Ginger (2019.)

Kompilacijski albumi:
- Saturation Boxset (2017.)

Mixtape-ovi:
- All-American Trash (2016.)
- Saturation Drafts (2017.)